# Bad Taste Records (Szwecja)
Bad Taste Records – wytwórnia muzyczna powstała w Lund w Szwecji w 1992 roku. Zajmuje się głównie wydawaniem artystów grających hardcore punk, choć zdarza się też, że BTR wydaje np.: artystów hip-hopowych oraz grających rock czy emo. Jest to jedna z pierwszych szwedzkich wytwórni niezależnych obok Burning Heart Records czy Desperate Fight Records.

## Wykonawcy
- All Systems Go!
- Astream
- Chixdiggit!
- CunninLynguists
- Danko Jones
- David & the Citizens
- Denison Witmer
- Early to Bed
- Everyday Madness
- Four Square
- Hard-Ons
- Intensity
- Langhorns
- Logh
- Last Days of April
- Misconduct
- OnceJust
- Pridebowl
- Promoe
- Quit Your Dayjob
- Satanic Surfers
- Svenska Akademien
- Within Reach
- The Almighty Trigger Happy
- The Weakerthans
- Turtlehead

## Inne
- Pierwsza płyta wydana przez BTR to „Skate to Hell” grupy Satanic Surfers.
- Nazwa wytwórni nawiązuje do filmu Petera Jacksona „Bad Taste”.
- Bad Taste Records wydaje również serię składanek promocyjnych „This Is Bad Taste”.
- Wytwórnia mylona jest z islandzką Smekkleysa, która za granicą używa nazwy Bad Taste.